# Qualifications de la zone Afrique pour la Coupe du monde de rugby à XV 2015
Navigation
Qualifications coupe du monde 2011 Qualifications coupe du monde 2019
Les qualifications de la zone Afrique pour la Coupe du monde de rugby à XV 2015 opposent différentes nations sur plusieurs tours de compétition du 4 juillet 2012 au 21 juin 2014. Le vainqueur du tour 3 participe directement à la compétition finale au titre d'Afrique 1, tandis que le deuxième de ce tour joue un barrage contre une équipe européenne.

## Liste des participants aux qualifications
Division 1B 2012
- Maroc

Division 1C 2012
- Côte d'Ivoire
- Zambie
- Maurice
- Nigeria

Division 1A 2013
- Madagascar
- Ouganda
- Kenya
- Zimbabwe

Division 1B 2013
- Tunisie
- Sénégal
- Namibie
- Botswana

## Tour 1

### Tour 1A

#### Division 1B 2012
- Vainqueur finale Division 1B 2012

| 8 juillet 2012 | Madagascar | 57 – 54 | Namibie | Stade Mahamasina, Antananarivo Arbitre : M. Lawrence |
| 8 juillet 2012 |            |         |         | Stade Mahamasina, Antananarivo Arbitre : M. Lawrence |
| 8 juillet 2012 |            |         |         | Stade Mahamasina, Antananarivo Arbitre : M. Lawrence |

### Tour 1B

#### Division 1C 2012
- Vainqueur Division 1C 2012

| Rang | Nation        | J | V | N | D | Pm | Pe | Diff | Pts |
| ---- | ------------- | - | - | - | - | -- | -- | ---- | --- |
| 1    | Botswana      | 2 | 2 | 0 | 0 | 48 | 29 | +19  | 8   |
| 2    | Côte d'Ivoire | 2 | 2 | 0 | 0 | 53 | 35 | +18  | 8   |
| 3    | Maurice       | 2 | 1 | 0 | 1 | 40 | 47 | -7   | 4   |
| 4    | Nigeria       | 2 | 0 | 0 | 2 | 39 | 55 | -16  | 1   |
| 5    | Zambie        | 2 | 0 | 0 | 2 | 33 | 47 | -14  | 1   |

## Tour 2

### Tour 2A
- Perdant match 3e place Division 1A 2013

|  | Demi-finales                 | Demi-finales                 |                        |    | Finale                       | Finale                       |
|  | Demi-finales                 | Demi-finales                 |                        |    | Finale                       | Finale                       |
|  |                              |                              |                        |    |                              |                              |
|  | le 10 juillet à Antananarivo | le 10 juillet à Antananarivo |                        |    | le 14 juillet à Antananarivo | le 14 juillet à Antananarivo |
|  | le 10 juillet à Antananarivo | le 10 juillet à Antananarivo |                        |    | le 14 juillet à Antananarivo | le 14 juillet à Antananarivo |
|  | Zimbabwe                     | 38                           |                        |    | le 14 juillet à Antananarivo | le 14 juillet à Antananarivo |
|  | Zimbabwe                     | 38                           |                        |    | le 14 juillet à Antananarivo | le 14 juillet à Antananarivo |
|  | Madagascar                   | 18                           |                        |    | le 14 juillet à Antananarivo | le 14 juillet à Antananarivo |
|  | Madagascar                   | 18                           | Zimbabwe               | 17 |                              |                              |
|  | le 10 juillet à Antananarivo |                              | Zimbabwe               | 17 |                              |                              |
|  |                              | Kenya                        | 29                     |    |                              |                              |
|  | Kenya                        | Kenya                        | 29                     | 51 |                              |                              |
|  | Kenya                        |                              |                        | 51 |                              |                              |
|  | Ouganda                      | 11                           |                        |    |                              |                              |
|  | Ouganda                      | 11                           | Match pour la 3e place |    |                              |                              |
|  |                              |                              |                        |    |                              |                              |
|  | le 14 juillet à Antananarivo |                              |                        |    |                              |                              |
|  |                              |                              |                        |    |                              |                              |
|  | Madagascar                   | 48                           |                        |    |                              |                              |
|  | Madagascar                   | 48                           |                        |    |                              |                              |
|  | Ouganda                      | 32                           |                        |    |                              |                              |
|  | Ouganda                      | 32                           |                        |    |                              |                              |

### Tour 2B
- Vainqueur Division 1B 2013

|  | Demi-finales       | Demi-finales       |                        |    | Finale             | Finale             |
|  | Demi-finales       | Demi-finales       |                        |    | Finale             | Finale             |
|  |                    |                    |                        |    |                    |                    |
|  | le 11 juin à Dakar | le 11 juin à Dakar |                        |    | le 15 juin à Dakar | le 15 juin à Dakar |
|  | le 11 juin à Dakar | le 11 juin à Dakar |                        |    | le 15 juin à Dakar | le 15 juin à Dakar |
|  | Tunisie            | 43                 |                        |    | le 15 juin à Dakar | le 15 juin à Dakar |
|  | Tunisie            | 43                 |                        |    | le 15 juin à Dakar | le 15 juin à Dakar |
|  | Botswana           | 12                 |                        |    | le 15 juin à Dakar | le 15 juin à Dakar |
|  | Botswana           | 12                 | Tunisie                | 15 |                    |                    |
|  | le 11 juin à Dakar |                    | Tunisie                | 15 |                    |                    |
|  |                    | Namibie            | 43                     |    |                    |                    |
|  | Sénégal            | Namibie            | 43                     | 12 |                    |                    |
|  | Sénégal            |                    |                        | 12 |                    |                    |
|  | Namibie            | 35                 |                        |    |                    |                    |
|  | Namibie            | 35                 | Match pour la 3e place |    |                    |                    |
|  |                    |                    |                        |    |                    |                    |
|  | le 15 juin à Dakar |                    |                        |    |                    |                    |
|  |                    |                    |                        |    |                    |                    |
|  | Botswana           | 5                  |                        |    |                    |                    |
|  | Botswana           | 5                  |                        |    |                    |                    |
|  | Sénégal            | 41                 |                        |    |                    |                    |
|  | Sénégal            | 41                 |                        |    |                    |                    |

## Tour 3
- Vainqueur Division 1A 2014